# Grote Markt (Tienen)

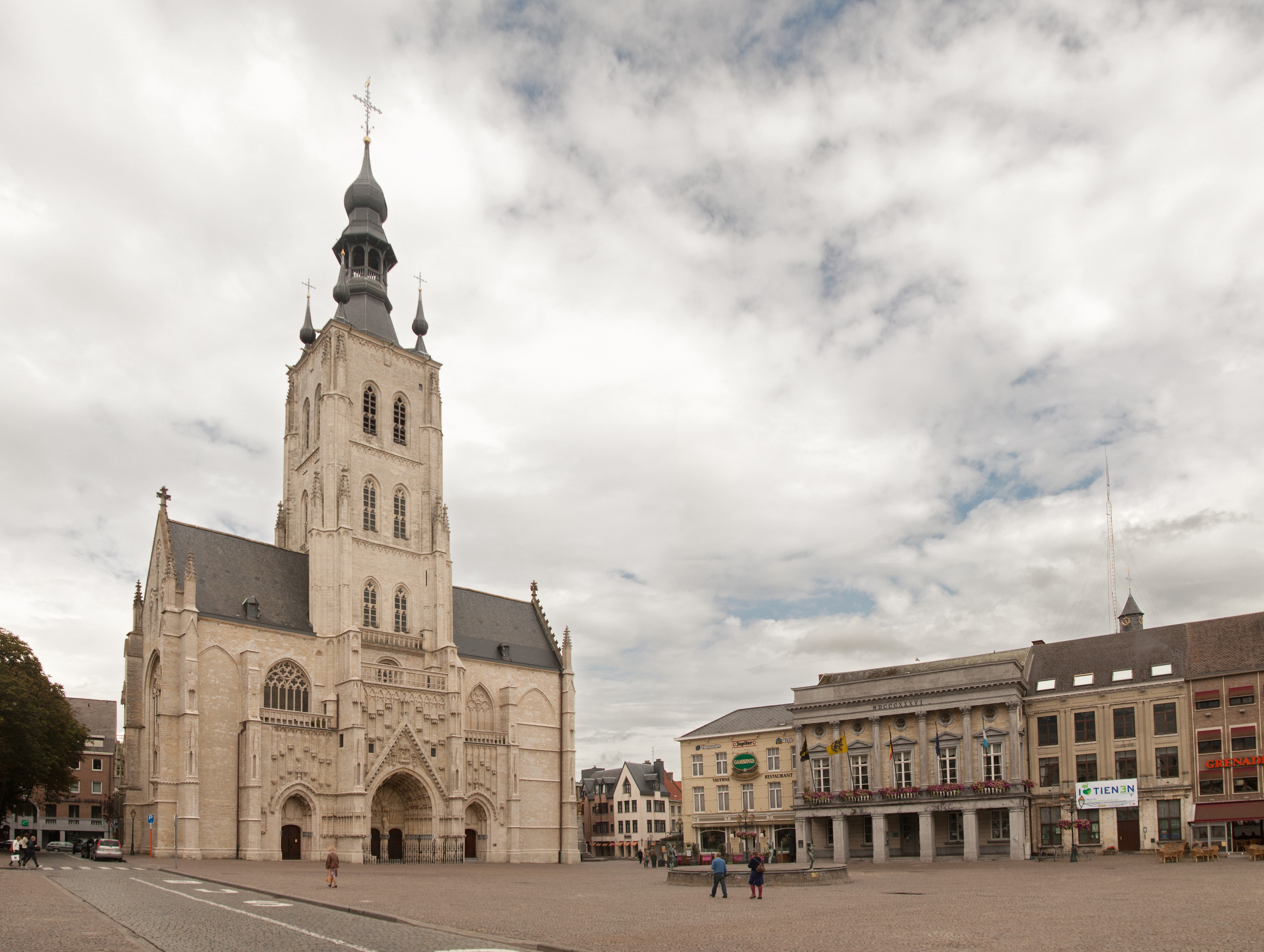
Onze-Lieve-Vrouw-ten-Poelkerk en stadhuis

De Grote Markt van Tienen ligt in het centrum van de stad. Met een oppervlakte van 15.900 m² is het op die van Sint-Niklaas na de grootste Grote Markt van België.

## Geschiedenis
Oorspronkelijk lag dit gebied buiten de oude stadskern. De Dries was de middeleeuwse benaming voor de magere weiden gelegen buiten de Lombardpoort. In de 16e eeuw heette de Grote markt voor het stadhuis 'Koeimarkt', in 1521 geschreven als opte coymerct. Op het einde van de 16e eeuw is het centrum van Tienen verplaatst naar de Grote Markt. Zo wordt in 1590 het huis 'den Cruywagel' gesitueerd op de groote merckt. Na de verwoesting van Tienen in 1635 wordt de Dries definitief het nieuwe centrum van de stad. In 2020 en 2021 werd de Grote Markt heraangelegd tot een autoluw plein met kerktuin.

## Omgeving Grote Markt
Op en rond de Grote Markt staan een aantal belangrijke constructies:
- O.L.V.-ten-Poel
- Het voormalige Suikermuseum, met op de gelijkvloerse verdieping het toeristisch infokantoor met streekshop
- Het Toreke
- Het stadhuis
- De Tinnen Schotel
- De Boomkes
- De Groene (standbeeld)[3]
- De Ster
- Het Huis Debaus
- Het Groot Hert

## Foto's

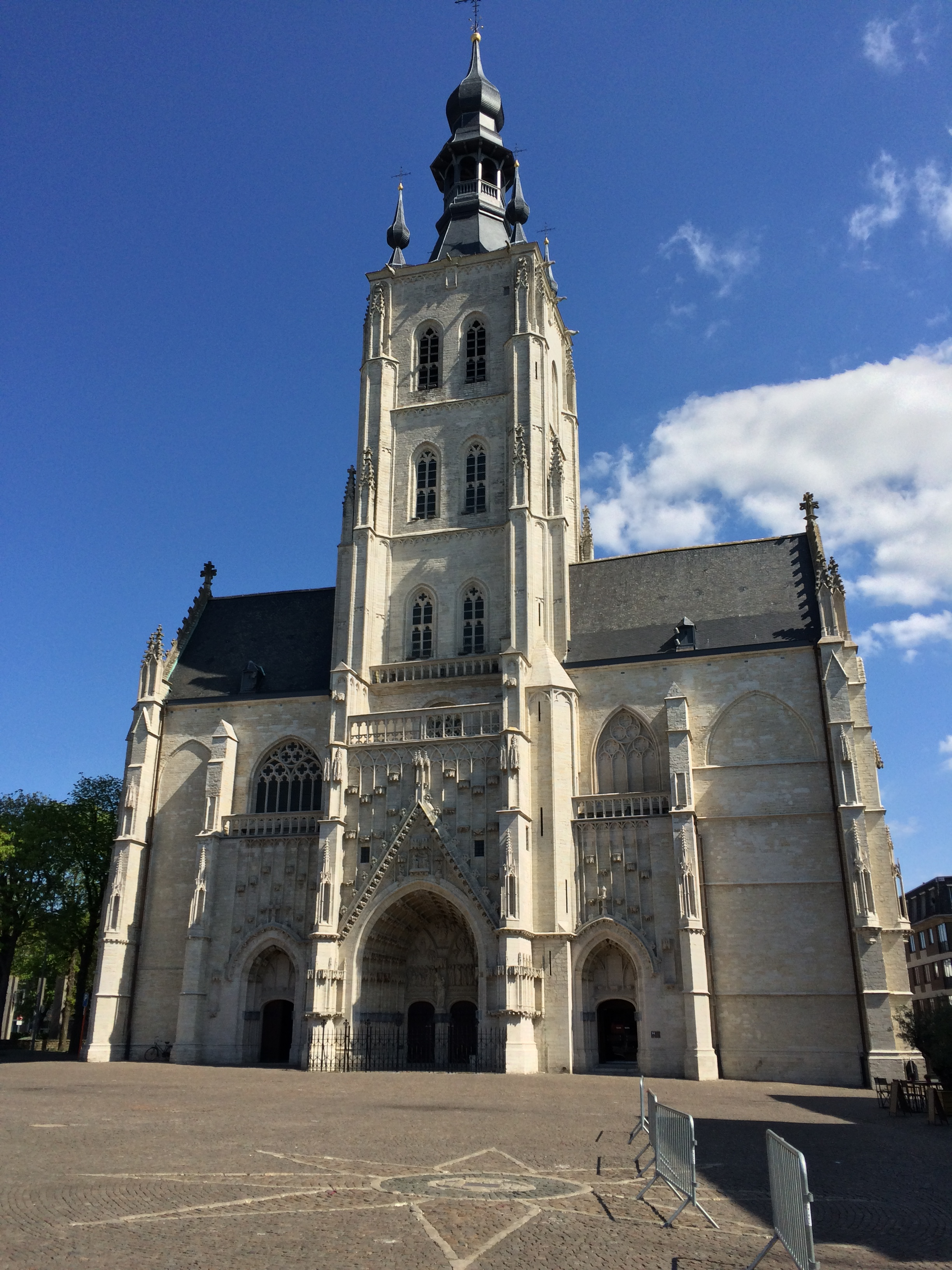
De Onze-Lieve-Vrouw- ten-Poelkerk
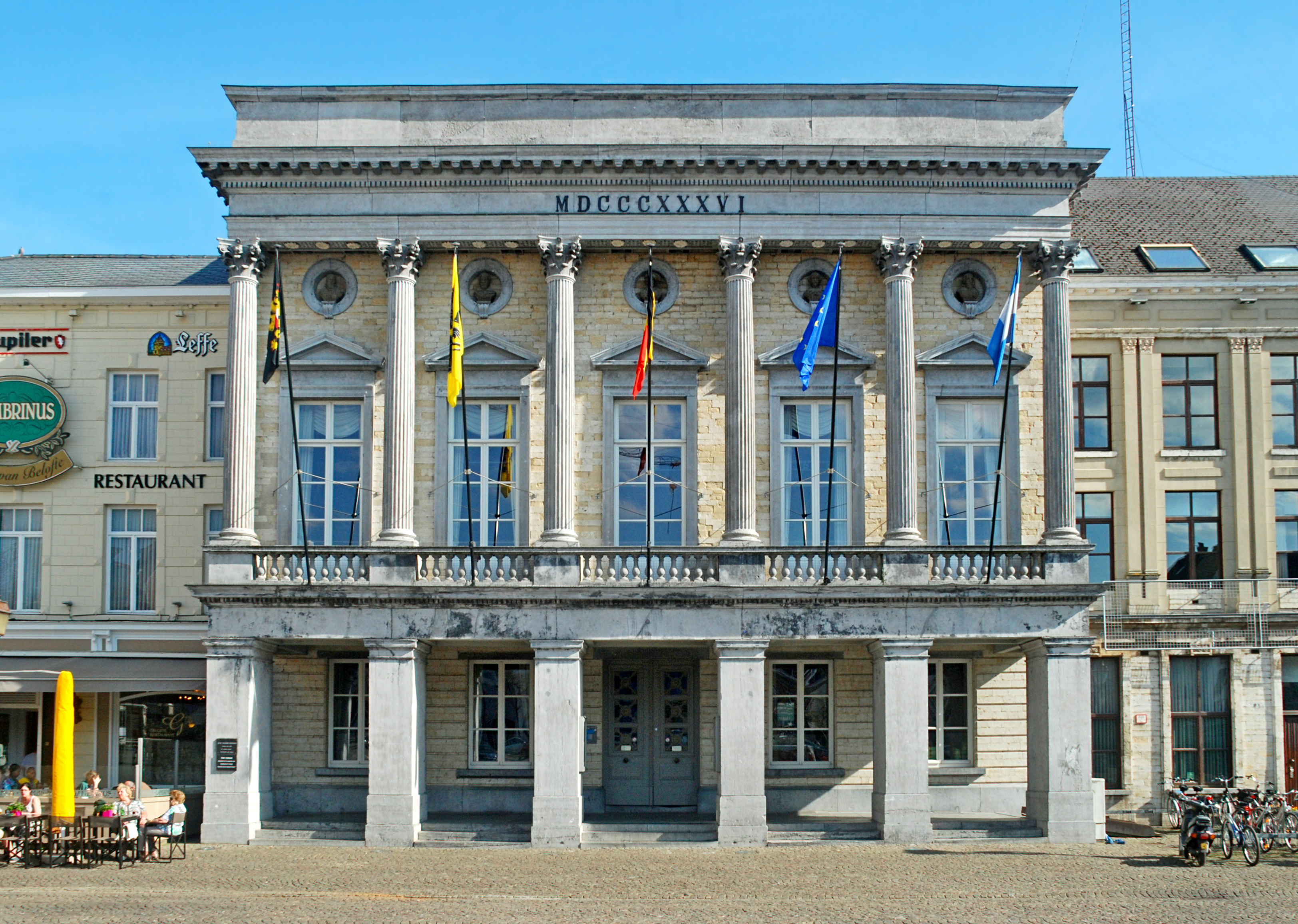
Het stadhuis
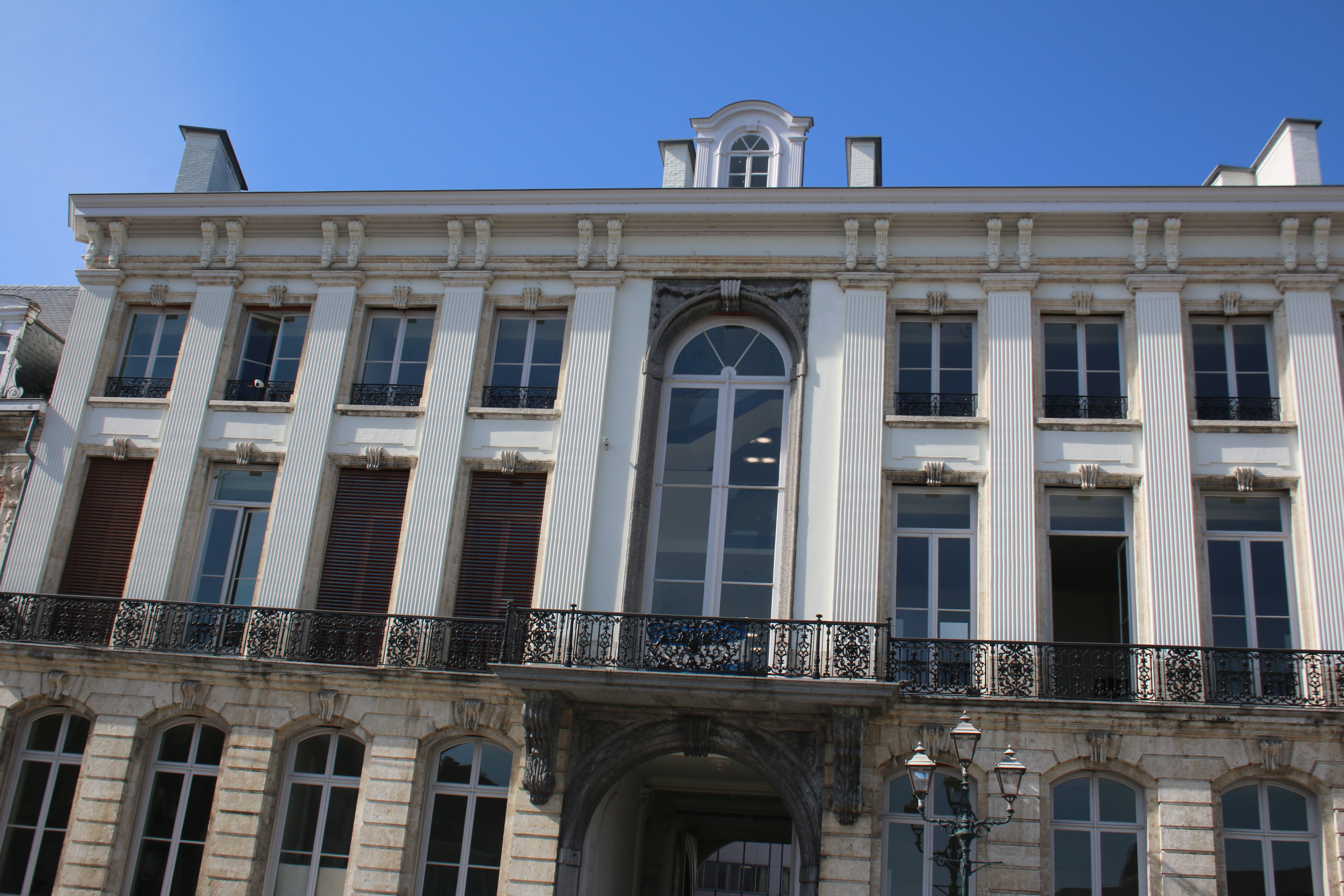
De Tinnen Schotel
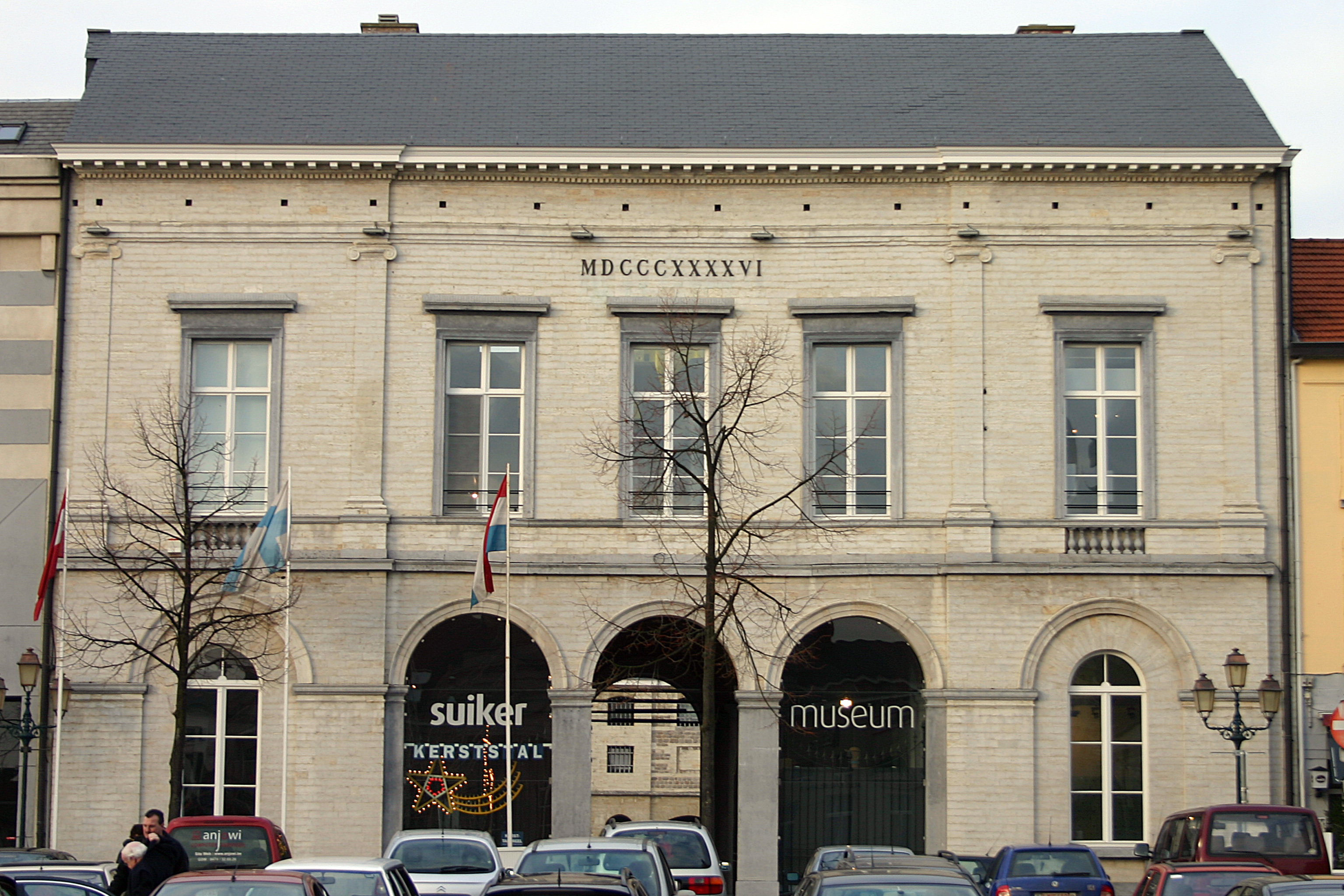
Het voormalige Suikermuseum, nu toeristisch infokantoor en vredegerecht
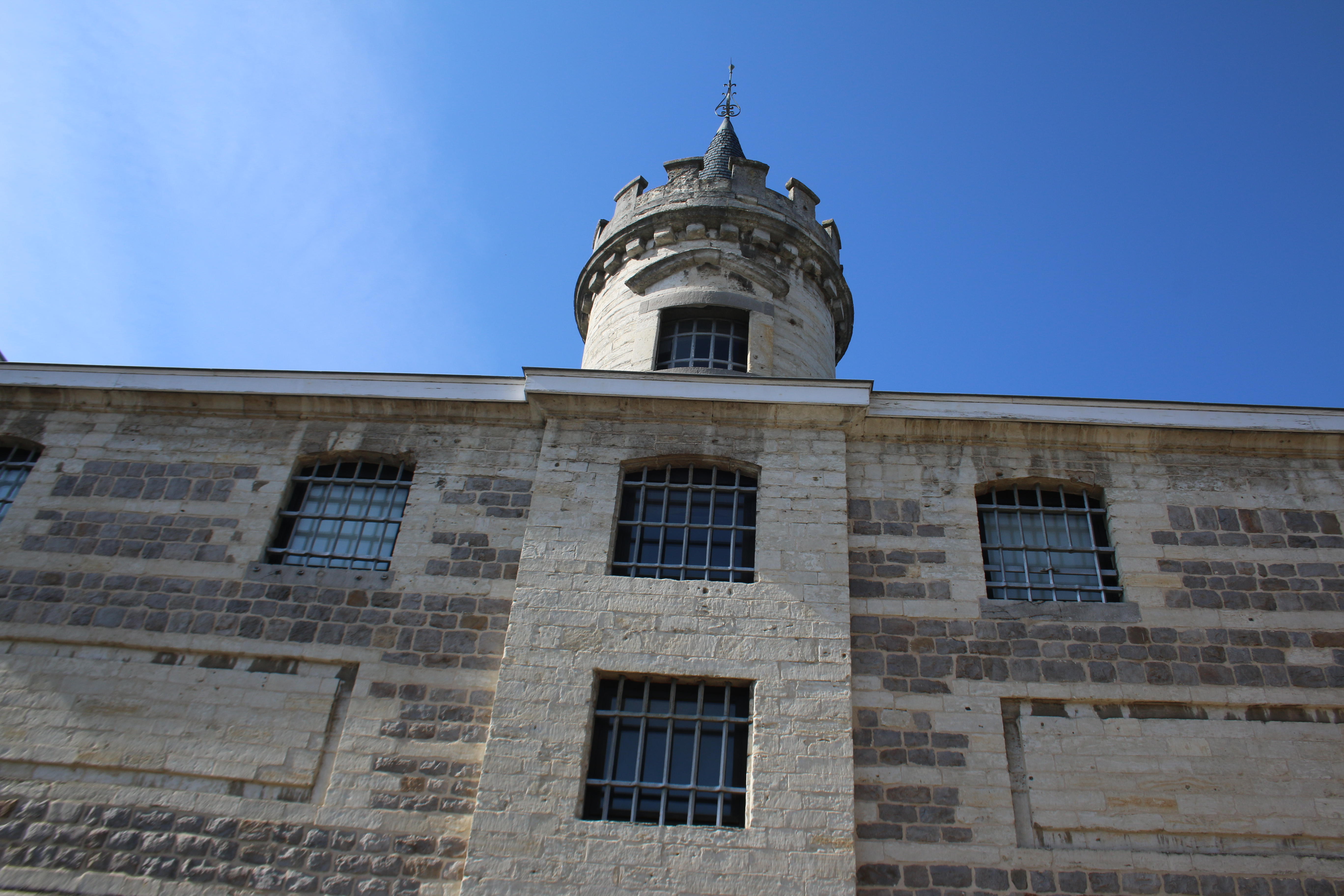
Museum Het Toreke, de vroegere stadsgevangenis